# Luca Attanasio
Pour les articles homonymes, voir Attanasio.
Luca Attanasio, né le 23 mai 1977 à Saronno (Italie) et mort le 22 février 2021 à Goma (RDC) est un diplomate italien, ambassadeur en république démocratique du Congo de 2017 à son assassinat, en février 2021.

## Biographie

### Enfance et formation
Luca Attanasio naît le 23 mai 1977 à Saronno. Il grandit à Limbiate.
Il obtient son diplôme avec distinction à l'université Bocconi de Milan en 2001.

### Carrière
Il commence sa carrière diplomatique en 2003, à la Farnesina, comme directeur des affaires économiques, bureau d'appui aux entreprises, puis au secrétariat de la direction générale de l'Afrique. Un an plus tard, il devient le secrétaire général adjoint du sous-secrétaire d'État chargé de l'Afrique et de la coopération internationale du ministère italien des Affaires étrangères.
Attanasio commence sa carrière diplomatique hors d'Italie en 2006, au bureau économique et commercial de l'ambassade d'Italie à Berne (2006-2010) et au consulat général à Casablanca, au Maroc (2010-2013). En 2013, il retourne à la Farnesina où il est nommé chef du secrétariat de la direction générale de la mondialisation et des affaires mondiales. Il retourne ensuite en Afrique en tant que premier conseiller à l'ambassade d'Italie à Abuja, au Nigéria, en 2015. 
Du 5 septembre 2017 à sa mort, il est chef de mission à Kinshasa, en république démocratique du Congo. À partir du 31 octobre 2019, il est confirmé sur place en tant qu'ambassadeur plénipotentiaire extraordinaire accrédité en RDC. Attanasio était l'un des plus jeunes ambassadeurs d'Italie.

## Vie privée
Luca Attanasio est marié à Zakia Seddiki, fondatrice et présidente de l'association humanitaire Mama Sofia depuis 2017 qui œuvre dans des zones difficiles à Kinshasa en faveur des enfants et des jeunes mères. Il a rencontré Zakia Seddiki, qui est originaire de Casablanca au Maroc, alors qu'il était consul dans cette ville. Ensemble ils ont trois filles.

## Circonstances de sa mort
Le 22 février 2021, un convoi du Programme alimentaire mondial (PAM) de trois véhicules, transportant un total de sept personnes de la Mission de l'Organisation des Nations unies pour la stabilisation en république démocratique du Congo (MONUSCO) à laquelle Luca Attanasio participait, est attaqué par des individus armés. 
Le convoi voyage dans la province du Nord-Kivu afin de visiter un programme d'alimentation scolaire du PAM à Rutshuru, une ville située à 70 kilomètres au nord de Goma (chef-lieu de la province), sur un itinéraire qui aurait conduit les véhicules à travers le parc national des Virunga. L'attaque a lieu près des cantons de Kibumba et Kanyamahoro. Le PAM déclare que l'attaque a eu lieu sur une route qui a auparavant été autorisée aux convois sans escorte de sécurité.
Les six assaillants forcent le convoi à s' arrêter à l'aide de coups de semonce, ils tuent Mustapha Milambo, le chauffeur de l'ONU,,, et conduisent les autres membres du convoi dans la brousse,. Les gardes du parc arrivent sur les lieux à la suite du rapport de coups de feu,[réf. souhaitée] , il s'ensuit des échanges de tirs, et quatre otages peuvent être libérés par les rangers, mais les hommes armés, avant de  prendre  la fuite, tuent le carabinier du bataillon de Gorizia Vittorio Iacovacci, âgé de 30 ans et originaire de Sonnino, et blessent grièvement l'ambassadeur Attanasio ; les autres membres du convoi sont également blessés. 
Attanasio est hospitalisé dans un état critique à l'hôpital des Nations unies à Goma ; il y meurt très peu de temps après son admission en raison de blessures par balle à l'abdomen portant le nombre total de décès résultant de l'attaque à trois. Attanasio est le premier ambassadeur étranger tué en RDC depuis 1997.
Dans la soirée les autorités congolaises accusent le FDLR d'en être l'auteur, mais ces derniers nient toute implication, alors que selon les responsables du parc national des Virunga l'attaque serait une tentative d'enlèvement.
Le procès pour les meurtres de Luca Attanasio, Vittorio Iacovacci et Mustapha Milambo se déroule devant le tribunal militaire de Kinshasa à partir d'octobre 2022. Les chefs d'accusation sont « meurtre, association de malfaiteurs, détention illégale d'armes et munitions de guerre ». En mars 2023, le procureur requiert la peine de mort contre les six accusés,. Le 7 avril 2023 les six accusés sont condamnés à la prison à perpétuité.

## Distinction
En octobre 2020, Luca Attanasio reçoit le prix Nassiriya de la paix « pour son engagement en faveur de la paix entre les peuples » et « pour avoir contribué à la réalisation d'importants projets humanitaires, en se distinguant par son altruisme, son dévouement et son esprit de service en soutien aux personnes en difficulté ».